# Yakuba

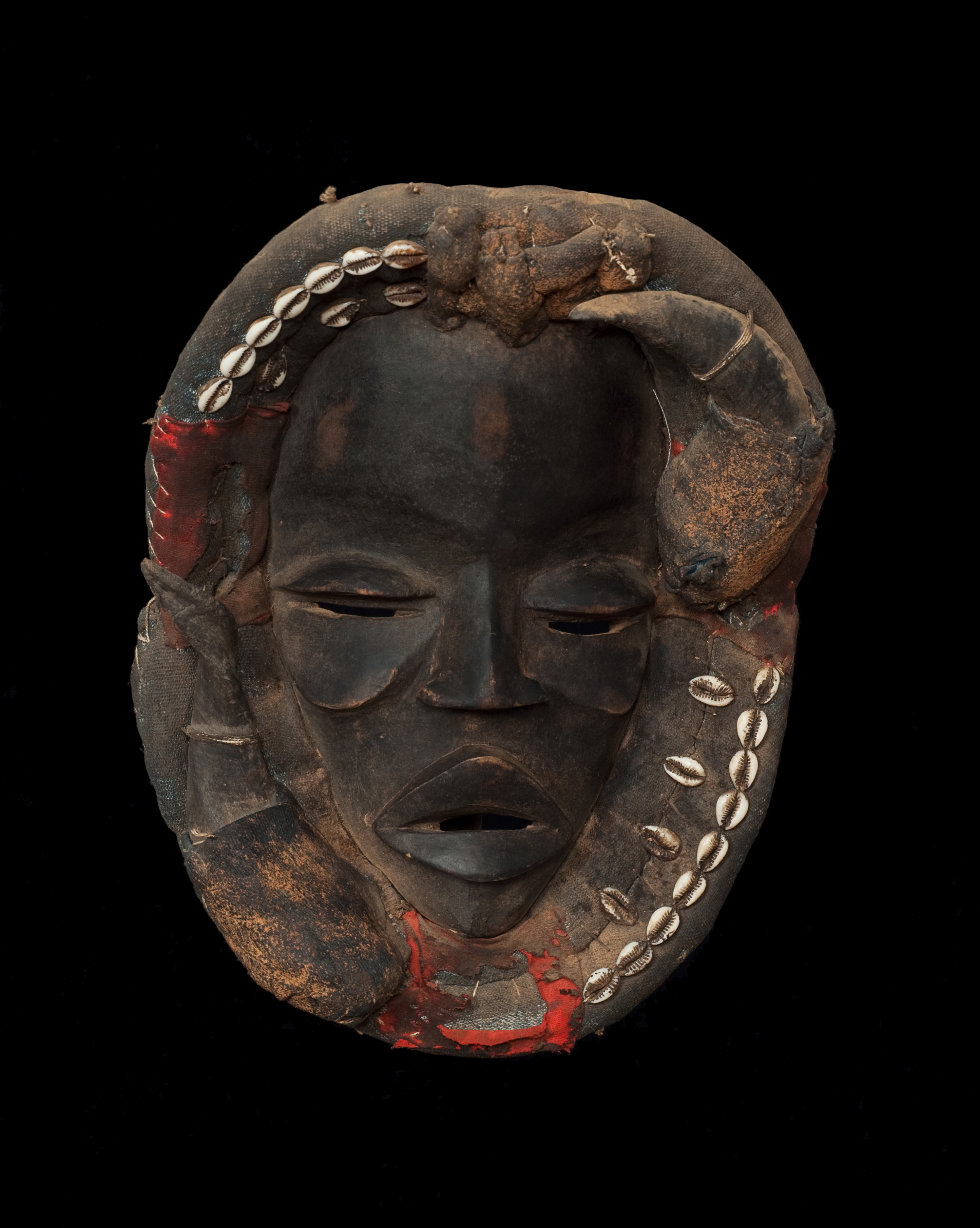
Dan-masker

De Yakuba of Jakuba (ook bekend als Dan of Gio) zijn een Afrikaans volk dat leeft in Ivoorkust en in het noordoosten van Liberia. Een gemeenschappelijk kenmerk is, dat men de Dan-taal spreekt. Ongeveer 350.000 mensen behoren tot deze etnische groep, die vooral leeft van de landbouw.

## Maskers
De Yakuba staan bekend om hun traditionele maskers. Het volk heeft een groot aantal maskers, waarbinnen op grond van de vormgeving 11 types onderscheiden worden. Naar het gebruik onderscheiden zijn er echter nog meer types.
- Het hardloper-masker Gunye ge wordt elke week bij hardloopwedstrijden gebruikt tijdens het droge seizoen
- Het vuurmakser Zakpei ge wordt ook gedragen bij het droge seizoen, om te controleren of vrouwen wel voorzichtig met vuur omgaan. Onzorgvuldigheid wordt gestraft met een boete. Zowel het hardlopermasker als het vuurmasker hadden een sjaal om het hoofd, dat soms fraai gevlochten haar bedekte.
- Het koningsmasker, Go-ge, wordt gedragen bij zeer plechtige gelegenheden. Het wordt gebruikt door het Go-genootschap, waarvan de leden het ook dragen tijdens rechtspraak.
- Deangle zijn maskers voor bewakers. Ze worden gedragen om het speciale jongenskamp te bewaken dat wordt opgezet tijdens de rituelen rond de besnijdenis. De ogen zijn vaak beschilderd met witte klei (kaolien), symbool voor vreugde, maar ook voor het areaal van de voorouders. Deze maskers hebben bovendien meestal een verticale streep op het voorhoofd, dat staat voor littekenweefsel dat de Dan soms op hun gezicht aanbrachten ter versiering.

De Dan hadden ook miniatuurmaskers, gemaakt van messing, die niet gedragen werden, maar zorgvuldig werden bewaard samen met andere heilige voorwerpen. Deze miniaturen waren symbool voor welwillende geesten.

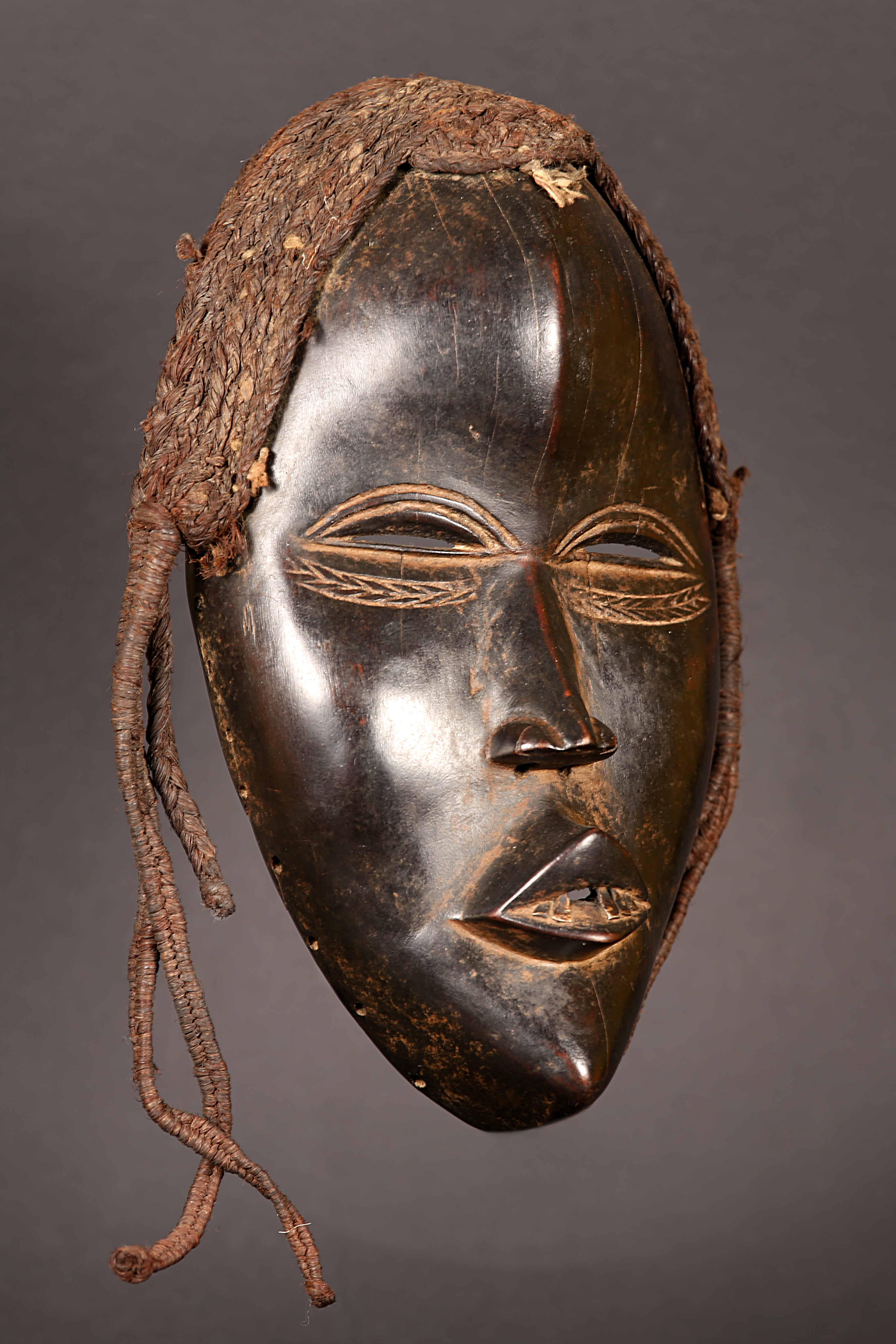
Go-ge masker. De openstaande mond met de tanden zichtbaar is een schoonheidsideaal van de Dan
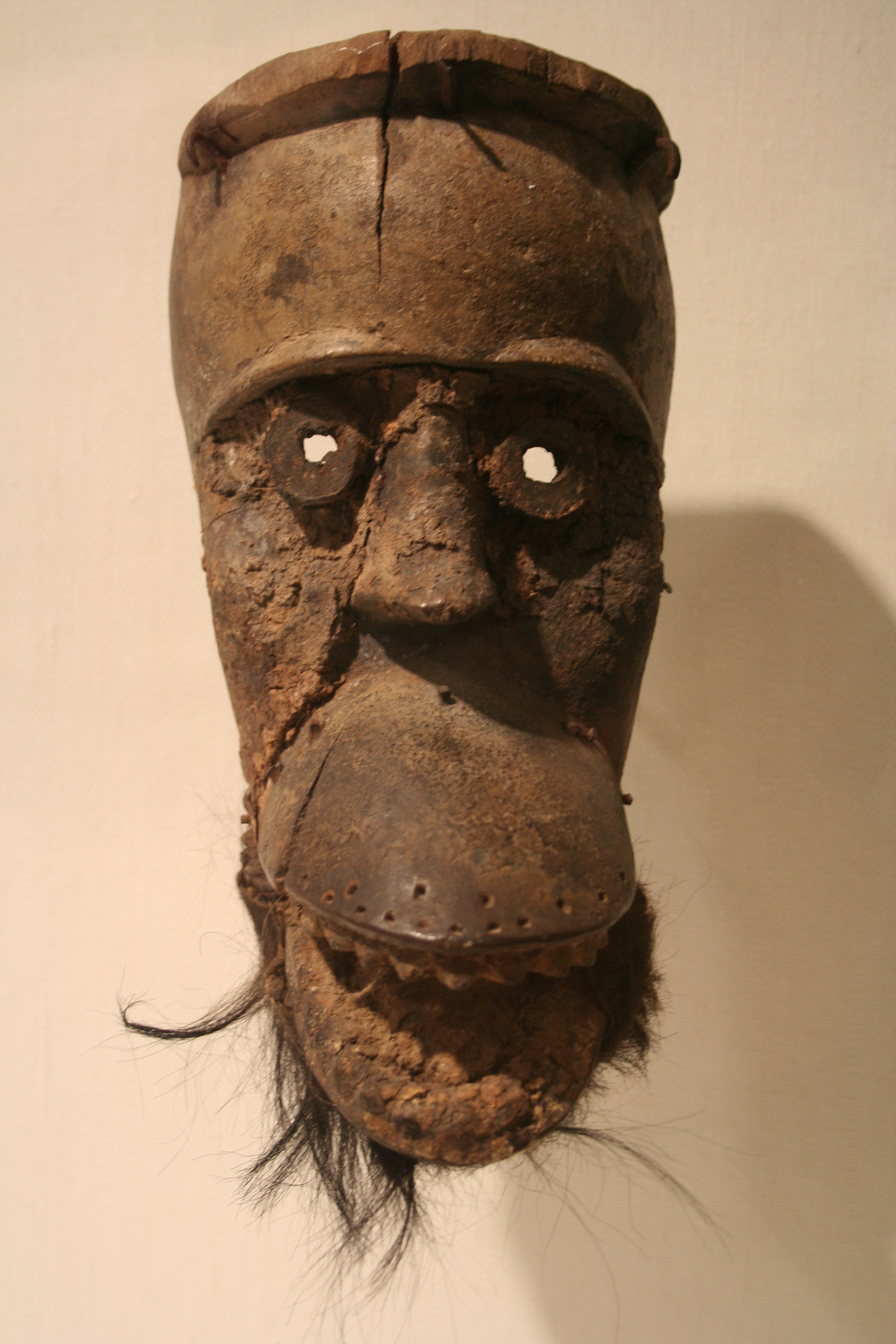
Een Bu gle masker met een bewegende kaak. Het stelt een aap voor. Huid van een aap is in het masker verwerkt.
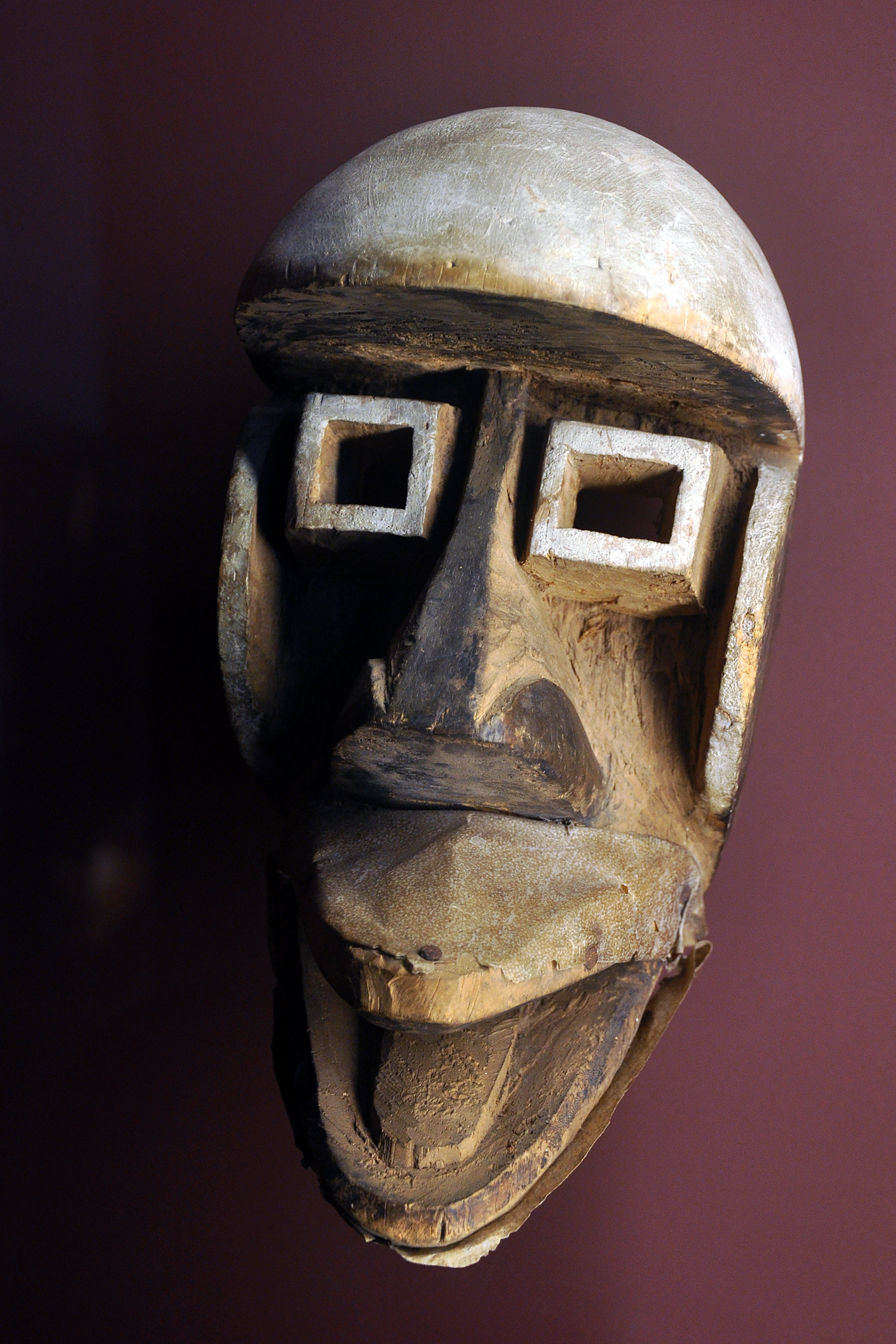
Een Kao ge masker. Het masker stelt een chimpansee voor.
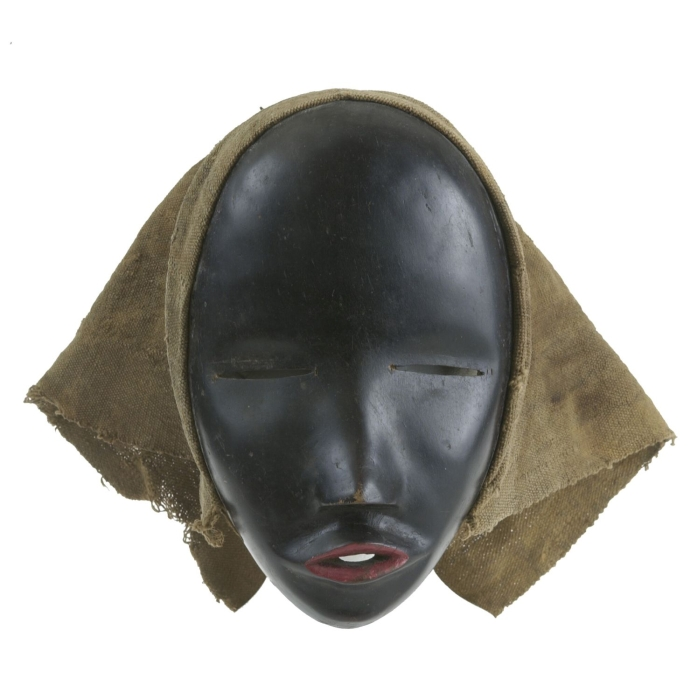
Masker te dragen door een vrouw, met sjaal
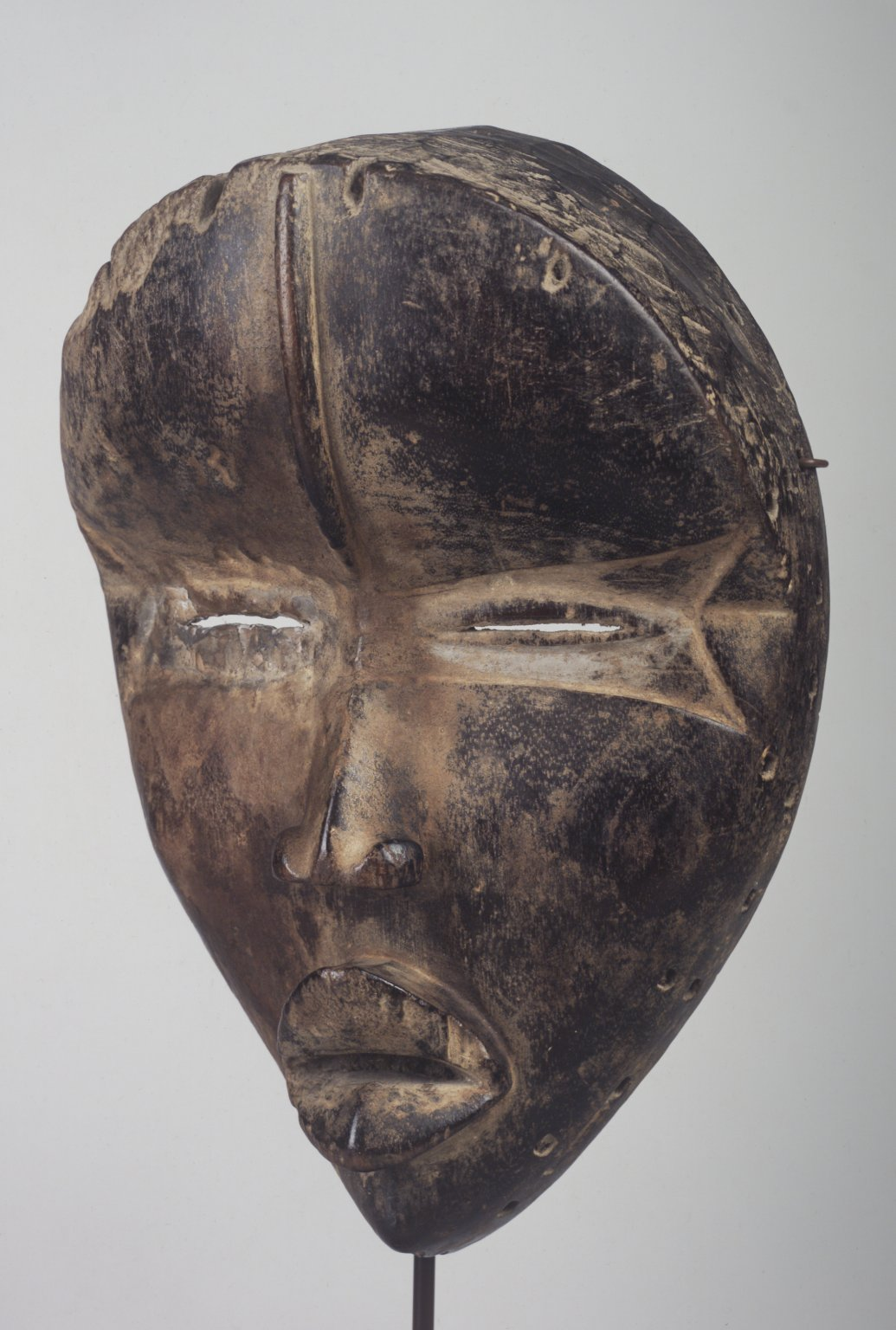
Deangle masker met de witte decoratie rond de ogen
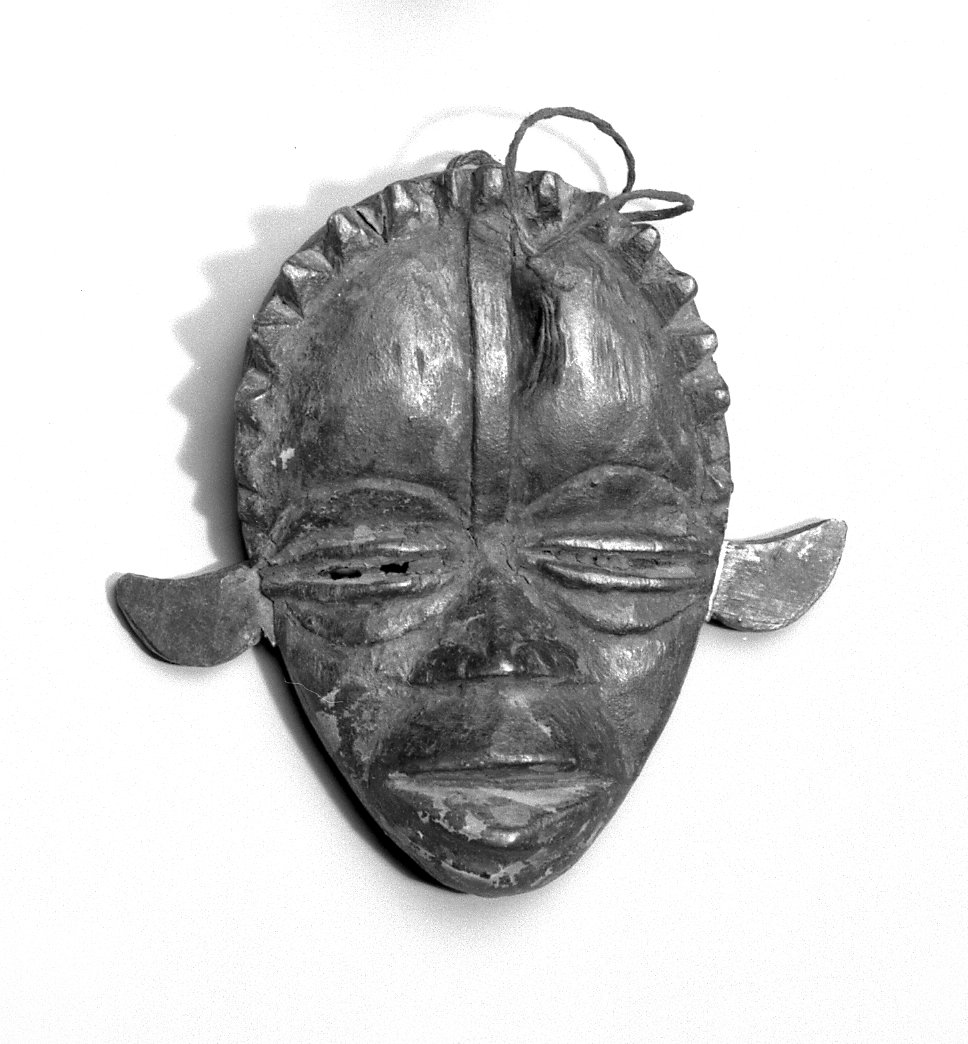
Een miniatuur masker, met de verticale lijn op het voorhoofd, die staat voor littekenweefsel